# Самаровка (Омская область)
Самаровка — деревня в Крутинском районе Омской области, в составе Крутинского городского поселения.

## История
Основана в 1894 году. В 1928 г. состояла из 143 хозяйства, основное население — русские. Центр Самаровского сельсовета Крутинского района Омского округа Сибирского края.

## Население
| 2010 |
| ---- |
| 103  |